# Jagodne (gmina Stoczek Łukowski)
Jagodne – wieś w Polsce położona w województwie lubelskim, w powiecie łukowskim, w gminie Stoczek Łukowski.
| SIMC    | Nazwa     | Rodzaj    |
| ------- | --------- | --------- |
| 0691330 | Rozkosz   | część wsi |
| 0691346 | Wesołówka | część wsi |

W latach 1975–1998 miejscowość należała administracyjnie do województwa siedleckiego.
Wieś stanowi sołectwo w gminie Stoczek Łukowski. Według Narodowego Spisu Powszechnego z roku 2011 wieś liczyła 203 mieszkańców.
Wierni Kościoła rzymskokatolickiego należą do parafii św. Anny w Zwoli Poduchownej.